# Gams bei Hieflau
Gams bei Hieflau is een plaats en voormalige gemeente in de Oostenrijkse deelstaat Stiermarken. Het is een ortschaft van de gemeente Landl, die deel uitmaakt van het district Liezen.
De gemeente Gams bei Hieflau telde in 2014 561 inwoners. In 2015 ging ze bij een herindeling, samen met Hieflau en Palfau, op in de gemeente Landl.
Admont ·
Aigen im Ennstal ·
Altaussee ·
Altenmarkt bei Sankt Gallen ·
Ardning ·
Bad Aussee ·
Bad Mitterndorf ·
Gaishorn am See ·
Grundlsee ·
Irdning-Donnersbachtal ·
Landl ·
Lassing ·
Liezen ·
Rottenmann ·
Sankt Gallen ·
Selzthal ·
Stainach-Pürgg ·
Trieben ·
Wildalpen ·
Wörschach
Politische Expositur Gröbming:
Aich ·
Gröbming ·
Haus ·
Michaelerberg-Pruggern ·
Mitterberg-Sankt Martin ·
Öblarn ·
Ramsau am Dachstein ·
Schladming ·
Sölk
- Gemeinsame Normdatei: 4019213-1
- Library of Congress Control Number: no2010012061
- Virtual International Authority File: 136445775